# Geodiscelis longiceps
Geodiscelis longiceps är en biart som beskrevs av Packer 2005. Geodiscelis longiceps ingår i släktet Geodiscelis och familjen korttungebin. Inga underarter finns listade i Catalogue of Life.

## Bildgalleri